# Maria Osten
Maria Osten (Muckum, Lemgo (Alemanya), 20 de març de 1908 – Saràtov, URSS, 16 de setembre de 1942), també coneguda com a Maria Gresshöner, va ser una escriptora i periodista alemanya. Va participar en la Guerra Civil Espanyola com a membre del partit comunista alemany en qualitat de corresponsal de guerra per a la redacció del Deutsche Zentral-Zeitung, de Moscou. Companya de Mijaíl Koltsov, va ser executada als 34 anys d'edat, víctima de la repressió política en la Unió Soviètica.

## Biografia
Nascuda com a Maria Emilie Alwine Gresshöner en l'antiga Westfàlia prussiana, era filla d'Anna Maria Pohlmann i Heinrich Gresshöner, uns rics terratinents que van tenir altres dues nenes, Änne i Hanna. Sensible i rebel –en el marc d'una educació privilegiada en un àmbit gairebé feudal–, Maria Osten va abandonar el Lyceum als 15 anys, i poc després va marxar a Berlín per a treballar en un sanatori de tuberculosi, mentre aprenia art amb Ludwig Meidner i Willy Jaeckel. Algunes fonts esmenten que en aquesta època va ser influïda per Bertolt Brecht (del qual sembla que va arribar a ser amant temporal), i es va involucrar en el moviment literari Neue Sachlichkeit (Nova objectivitat).

El 1926, amb tot just 18 anys, Maria es va afiliar al Partit Comunista Alemany (DKP), i va començar a col·laborar en l'editorial Malik-Verlag. El 1929 fou inclosa en l'antologia 24 nous narradors alemanys, al costat de Joseph Roth i Anna Seghers, entre altres autors. El 1929 va visitar l'URSS per primera vegada amb el seu segon marit, el cineasta rus Ievgueni Txerviakov; tres anys després, el 1932, Maria es va traslladar a Moscou per a col·laborar en l'Editorial dels Treballadors Estrangers a l'URSS, i començà a signar com a Maria Osten (Osten significa "l'Est" en alemany). Encara descartada la possibilitat de tornar al seu país, va continuar en contacte amb els cercles literaris antinazis, tant dins de l'URSS com en altres països, i mantenint habitual correspondència amb Bertolt Brecht, Helene Weigel, Johannes Robert Becher, Ernst Busch i Egon Erwin Kisch, entre d'altres. A partir de 1934 va ser corresponsal a Europa del diari Deutsche Zentral-Zeitung (DZZ).
“No hi ha història millor que la que escriu la mateixa vida”  
En aquests anys Maria va ser companya de Mikhaïl Koltsov (escriptor rus i editor de Pravda), amb qui va adoptar Hubert Lhoste, un nen alemany de 12 anys la família del qual sofria la persecució de la Gestapo. Ella mateixa va narrar el procés a Hubert in Wonderland ("Губерт в стране чудес", 1935). L'assumpte va ser orquestrat com a maniobra publicitària i com a exemple de la cooperació entre comunistes alemanys i soviètics «per a salvar un nen d'haver de créixer a l'Alemanya nazi», i el noi va ser rebut al Kremlin i passejat per part de l'URSS en successives gires.
A l'agost de 1936 Maria i Mikhaïl van viatjar a Espanya per a desenvolupar diverses activitats entre el periodisme i la intel·ligència. D'octubre de 1936 data el seu reportatge «Nens espanyols», en el qual Osten descrivia la situació de la infància madrilenya al Madrid assetjat durant la Guerra civil. Així mateix queda notícia que en aquest període van adoptar un nen espanyol, de tot just un any. María figura en la llista de participants en el II Congrés Internacional d'Escriptors per a la Defensa de la Cultura, celebrat entre el 4 i el 17 de juliol de 1937. Al novembre d'aquest any, Koltsov va ser requerit per Moscou.
Malgrat que se suposava que era l'home de Stalin a Espanya, Koltsov va ser arrestat al desembre de 1938. Poc després, i desoint els advertiments d'amics com André Malraux, Lion Feuchtwanger o Arthur Koestler, Maria i el seu fill van tornar a Moscou, després d'una escala a París. El 1939, Bertolt Brecht va escriure a Maria a la capital russa preocupat per la sort de Koltsov, que seria jutjat l'1 de febrer de 1940 i afusellat l'endemà. Maria Osten va ser detinguda a l'hotel Baltschug per la NKVD al juny de 1941; jutjada i condemnada a mort el 8 d'agost de 1942, seria afusellada a la presó de Saràtov el 16 de setembre de 1942.
El seu article «Primavera a Madrid» havia estat publicat a la revista El Mono Azul, el 30 de setembre de 1937.

## Selecció d'obres en alemany
- «Frühling in Madrid», a Deutsche Zentral-Zeitung. Moscou. 1 de maig de 1937, p. 2. (en alemany).
- «Ich such ein spanisches Kind,» a Deutsche Zentral-Zeitung. Moscou. 29 d'octubre de 1936, p. 2. (en alemany).
- «Madrid», a Deutsche Volks-Zeitung. París. 10 de juliol de 1938, p. 5."«Spanische Reportagen», a Neue deutsche Literatur: Monatsschrift für Literatur und Kritik. Vol. 34, n. 7. Juliol de 1986, págs. 10–22.
- «Das Vieh rückt ein», a Deutsch für Deutsche. Leipzig: Verlag für Kunst und Wissenschaft Albert Otto Paul, 1935.